# Chestiunea Careliană

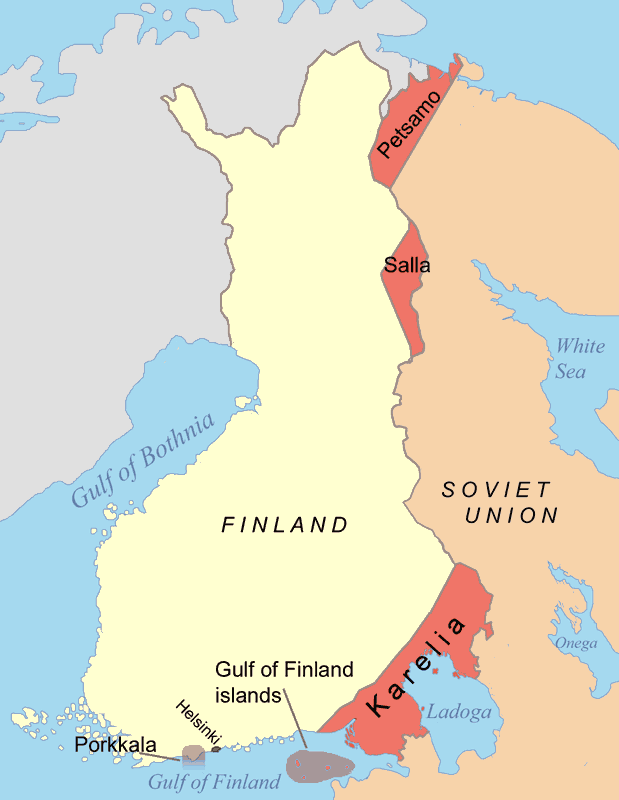
Hartă a teritoriilor cedate de Finlanda Uniunii Sovietice. a fost retrocedată Finlandei în 1956.

Chestiunea Careliană, Întrebarea Careliană ori Problema Careliană (în finlandeză Karjala-kysymys, în suedeză Karelska frågan) este o dispută în politica finlandeză în legătură cu încercarea de recâștigare a controlului asupra estului  Careliei finlandeze și a altor teritorii cedate Uniunii Sovietice ca rezultat al înfrângerilor din Războiul de Iarnă și Războiul de Continuare. În ciuda numelui, termenul „Întrebare Careliană” se poate referi și la retrocedarea regiunii Petsamo, a părților cedate din Salla și Kuusamo și a patru insule din Golful Finic. Uneori este folosită sintagma „dezbatere privind revenirea teritoriilor cedate” (luovutettujen alueiden palautuskeskustelu). Problema Careliană rămâne mai degrabă o chestiune de dezbatere publică decât o problemă politică.

## Istoric
Problema Careliană a apărut după ce Finlanda a fost forțată să cedeze teritorii Uniunii Sovietice prin  Tratatul de pace de la Moscova, care a pus capăt Războiului de Iarnă. Cei mai mulți cetățeni finlandezi au fost evacuați din regiunile cedate. Mulți dintre ei s-au reîntors în regiune în timpul Războiului de Continuare doar ca să fie evacuați încă o dată în 1944. Uniunea Sovietică a cerut ca regiunile cedate să fie evacuate complet în 10 zile. Evacuații au primit compensații parțiale pentru pierderile suferite. Fermierii, de exemplu, au primit pământ proporțional cu exploatațiile lor anterioare. De obicei, compensația era de aproximativ o treime din suprafața femei pe care o deținuseră. Despăgubirile pentru bunurile mobile au fost mult mai mici. Cu toate acestea, toate familiile evacuate au avut dreptul să primească o fermă mică și / sau un teren pentru o casă individuală sau un apartament. Terenul necesar pentru împroprietărirea deportaților a fost distribuit din proprietatea statului sau a fost rechiziționat de la proprietarii privați. Compensațiile financiare au fost finanțate printr-un impozit general pe proprietate de 10-30%, perceput pe o perioadă de câțiva ani. Deoarece cei mai mulți evacuați care au trebuit să se stabilească în restul Finlandei erau din Carelia cedată, subiectul a fost numit „Chestiunea Careliană”. După Războiul de Iarnă, municipalitățile și parohiile din Carelia au înființat Karjalan Liitto⁠(d) (Asociația Careliană), care să apere drepturile carelenilor din Finlanda.

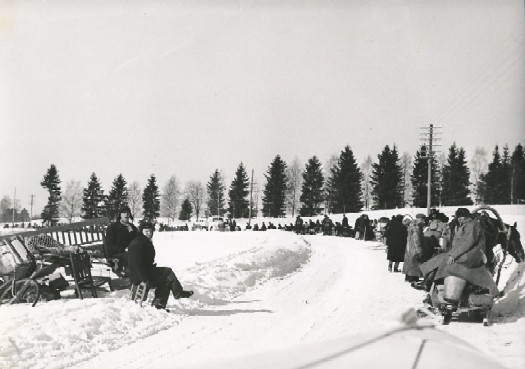
Evacuații din Muolaa se deplasează spre în Finlanda de vest în timpul iernii anului 1940

În timpul Războiului Rece, politicianul finlandez născut în Carelia Johannes Virolainen⁠(d) a făcut lobby pentru retrocedarea Careliei. Președintele Urho Kekkonen a încercat și el să obțină retrocedarea teritoriului, mai ales după ce Uniunea Sovietică a returnat peninsula Porkkala⁠(d) Finlandei în 1956. Cu toate acestea, nu a existat o dezbatere publică semnificativă cu privire la caz, deoarece Kekkonen nu a dorit să transforme chestiunea într-un subiect important. Ultima dată când Kekkonen a încercat mai discute Chestiunea Careliană a fost în 1972, dar nu a avut succes, iar discuția publică s-a stins până la sfârșitul deceniului.

După destrămarea Uniunii Sovietice, chestiunea Careliană a redevenit subiect de discuție publică. Potrivit unui articol al ziarului finlandez Helsingin Sanomat⁠(d) din august 2007, președintele rus Boris Elțin a făcut Finlandei în 1991 o ofertă neoficială de vânzare a Careliei.  Cu toate acestea, potrivit mai multor lideri politici finlandezi și viceprim-ministrului rus al vremii, nu au existat astfel de oferte, ci doar unele discuții neoficiale. Andrei Fiodorov, un consilier al lui Boris Elțin, a declarat pentru „Helsingin Sanomat” că face parte dintr-un grup care a fost însărcinat de guvernul Rusiei în 1991-1992 să calculeze prețul returnării Kareliei în Finlanda. Acest preț a fost stabilit la 15 miliarde de dolari SUA. Potrivit lui Fiodorov, președintele finlandez Mauno Koivisto și ministrul de externe finlandez Paavo Väyrynen erau la curent cu aceste discuții neoficiale

## În zilele noastre

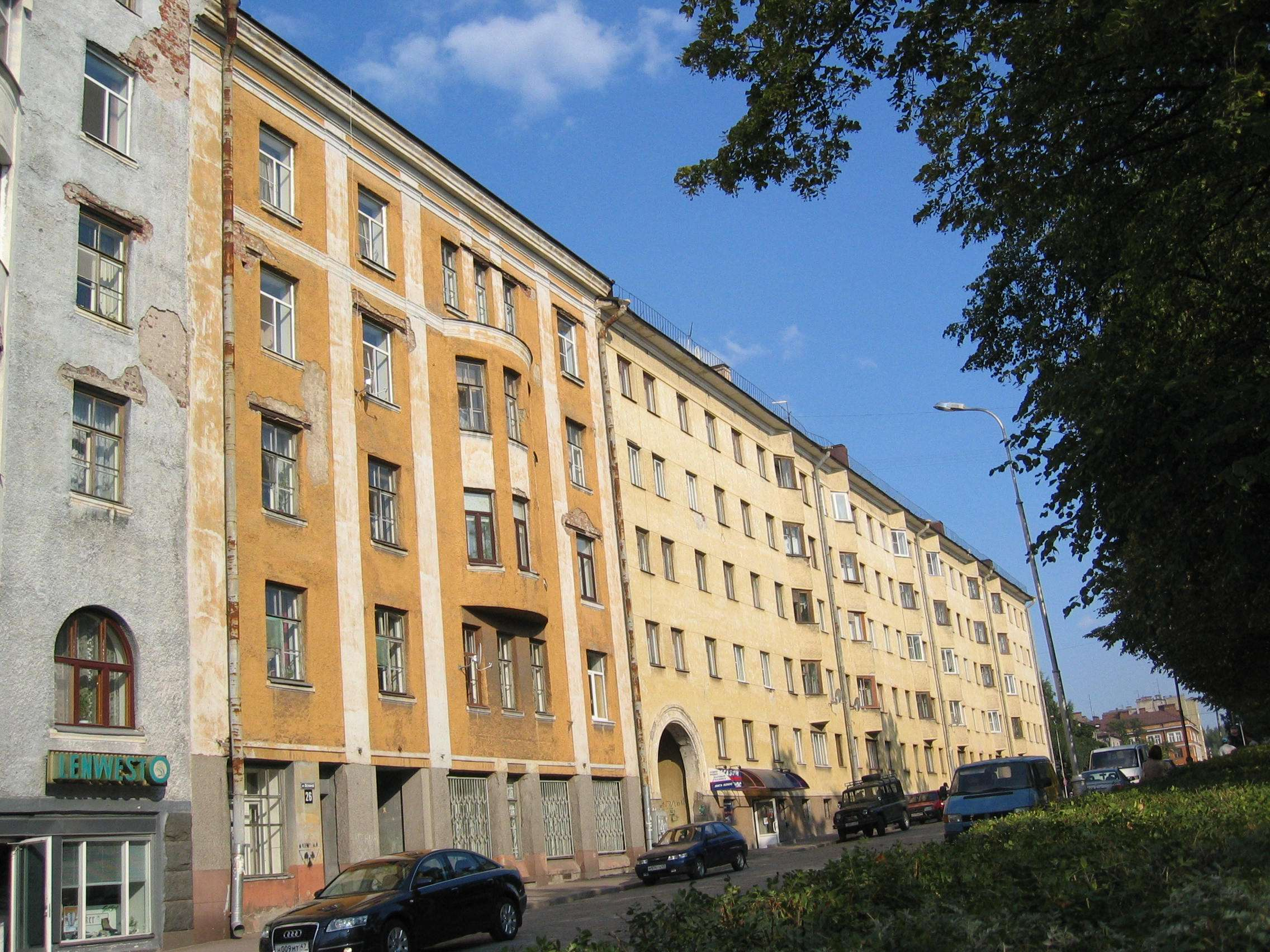
Clădiri din perioada în care orașul Vîborg (Viipuri) era finlandez

Karjalan Liitto⁠(d) este un grup al evacuaților din Carelia care speră ca această regiune să redevină parte a Finlandei la un moment dat, dar nu o cere în mod deschis. Unele grupuri mai mici, cum ar fi ProKarelia⁠(d), continuă să militeze pentru retrocedarea pașnică a Careliei. Cu toate acestea, niciun partid politic important nu a susținut în mod deschis acest obiectiv, iar politicienii finlandezi spun în general că nu este de actualitate, invocând tratatul de pace al Finlandei cu Rusia. Există unii politicieni individuali care susțin retrocedarea Careliei, cum ar fi europarlamentarul Ari Vatanen și doi candidați la alegerile prezidențiale din 2006: Timo Soini și Arto Lahti⁠(d). Alți candidați au declarat că Finlanda a semnat un tratat de pace și nu ar trebui să militeze pentru revenirea a ceea ce sunt acum teritorii ale Rusiei. În timpul unei dezbateri premergătoare alegerilor prezidențiale din 2012, Timo Soini și-a reiterat punctul de vedere conform căruia, dacă va fi ales, va pune chestiunea în discuție.

### Pozițiile oficiale
Rusia și Finlanda au declarat în mod repetat că nu există nicio dispută teritorială deschisă între cele două țări. Poziția oficială a Finlandei este că granițele pot fi schimbate prin negocieri pașnice, deși în prezent nu este nevoie de deschiderea unor discuții, deoarece Rusia nu și-a arătat intenția de a returna zonele cedate sau de a discuta problema. În 1994, Boris Elțin a comentat că „ocuparea Careliei finlandeze” a fost un exemplu al politicii totalitare și agresive a lui Stalin. Mai târziu, în 1997, el a declarat că problema a fost închisă
În 2000, președintele rus Vladimir Putin a declarat că astfel de discuții pot pune în pericol relațiile finlandeze-ruse, iar în 2001 a spus că „schimbarea granițelor nu este cea mai bună modalitate de rezolvare a problemelor”, dar că posibilele soluții ar fi „integrarea și cooperarea”.
În 1998, președintele finlandez Martti Ahtisaari a spus că „Poziția oficială a Finlandei este că nu are pretenții teritoriale față de Rusia. Cu toate acestea, dacă Rusia vrea să discute despre returnarea zonelor cedate, Finlanda este pregătită pentru asta”. Câțiva alți politicieni care dețin funcții guvernamentale, cum ar fi fostul ministru de externe Erkki Tuomioja⁠(d) și premierul Matti Vanhanen, au făcut declarații în același sens.
Când a comentat rezultatele sondajului din 18 ianuarie 2005, ministrul de externe al Rusiei Serghei Lavrov a declarat că, dacă i s-ar cere Rusiei să returneze zonele cedate, „răspunsul ar fi absolut negativ”.

### Sondajele și opinia publică
Ultimele sondaje arată că aproximativ 26% până la 38% dintre finlandezi ar dori ca estul Careliei să revină sub controlul finlandez și aproximativ 51% până la 62% s-ar opune unei astfel de mișcări. În Rusia, oamenii asociază cuvântul „Carelia” cu Republica Carelia în loc de Carelia finlandeză, ceea ce îngreunează desfășurarea sondajelor. Într-un sondaj realizat în 1999 de MTV3, 34% dintre locuitorii din Vîborg au susținut retrocedarea Careliei și 57% s-au opus. În Viborga/Viipuri și restul regiunii cedate, care se află în afara Republicii Carelia, mai locuiesc doar puțini etnici finlandezi, majoritatea copleșitoare a populației fiind formată de persoane care s-au mutat aici în timpul Uniunii Sovietice sau de descendenții acestora.
Într-un sondaj realizat de ziarul „Karjala” și institutul de cercetare „MC-Info Oy” pe 13 octombrie 2005, 36% dintre finlandezi au susținut restituirea teritoriilor cedate, față de 51% care s-au opus. În august 2005, un sondaj realizat de Helsingin Sanomat⁠(d) și Gallup⁠(d) Finlanda a stabilit că 30% dintre finlandezi au susținut și 62% s-au opus retrocedării. Într-un sondaj realizat de Taloustutkimus și Karjalan Liitto în mai 2005, sprijinul a fost de 26%, în timp ce 58% s-au opus. Cu un an mai devreme, un sondaj realizat de STT a arătat că 38% susțineau și 57% se opuneau. Un sondaj realizat de Taloustutkimus a fost criticat de ProKarelia⁠(d) pentru că a pus întrebări care sugerau răspunsul, cum a fost: „Susțineți retrocedarea Careliei, chiar dacă ar însemna relații mai tensionate sau chiar război cu Rusia?”. În acest ultim caz, 5% dintre cei care susțineau retrocedarea erai de acord cu procesul, chiar dacă ar fi dus la relații tensionate sau război cu Rusia.
Mulți dintre oamenii care s-au născut în Carelia și au fost evacuați vor ca regiunea să redevină parte a Finlandei. Potrivit sondajelor, persoanele în vârstă (cu vârste peste 65 de ani) și tinerii (15-25) susțin ideea mai puternic decât generația părinților lor (25-65), care a crescut în timpul Războiului Rece. Fostul președinte Mauno Koivisto a fost împotriva unei discuții despre această problemă. Sprijinul pentru recâștigarea zonelor cedate este puternic și în rândul unor mici grupuri naționaliste  dreapta

## Argumente

### Prețul

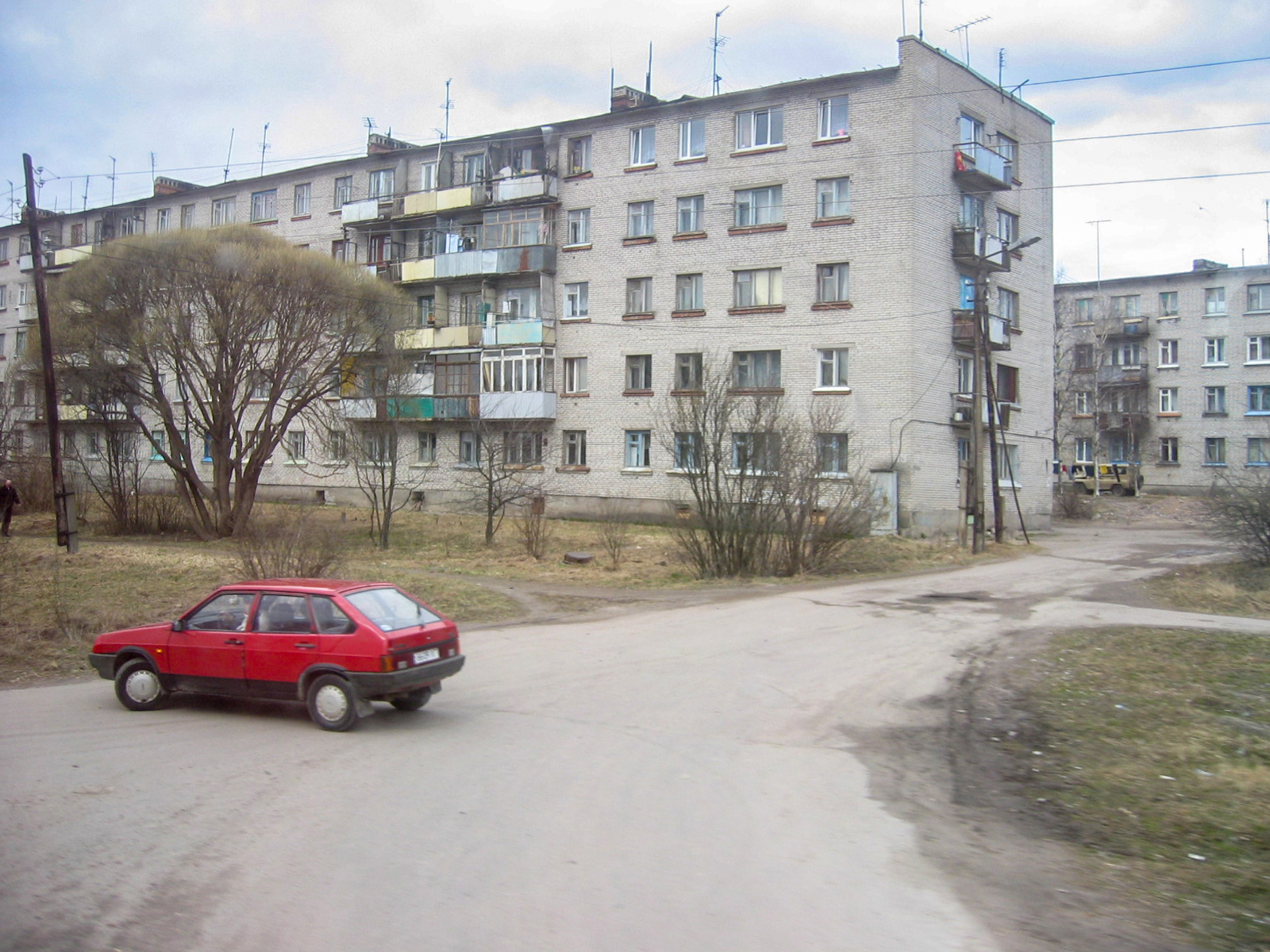
Blocuri de locuințe construite în epoca sovietică în Svetogorsk / Enso

Unul dintre principalele motive pentru care finlandezii se opun retrocedării este teama de costurile pe care le-ar presupune. Potrivit unui alt sondaj realizat de Helsingin Sanomat⁠(d), 42% dintre finlandezi s-au opus retrocedării au declarat că acesta este cel mai important motiv. Nivelul de trai în partea rusă a graniței este mult mai scăzut decât în partea finlandeză.  Produsul intern brut pe cap de locuitor din Finlanda este aproximativ de două ori mai mare față de cel din Rusia.
Costurile aducerii Careliei la același nivel cu restul Finlandei au fost cercetate doar de susținătorii ideii. Potrivit unui sondaj realizat de ProKarelia, zona are avantaje naturale care, sub stăpânirea finlandeză, ar face din ea un centru industrial și comercial cu Rusia și, astfel, ar aduce o creștere economică suficient de rapidă pentru rezolvarea întregii probleme. Potrivit atât cercetării ProKareliane, cât și estimării lui Arto Lahti, prețul retrocedării ar fi de aproximativ 30 de miliarde de mărci.

### Populația

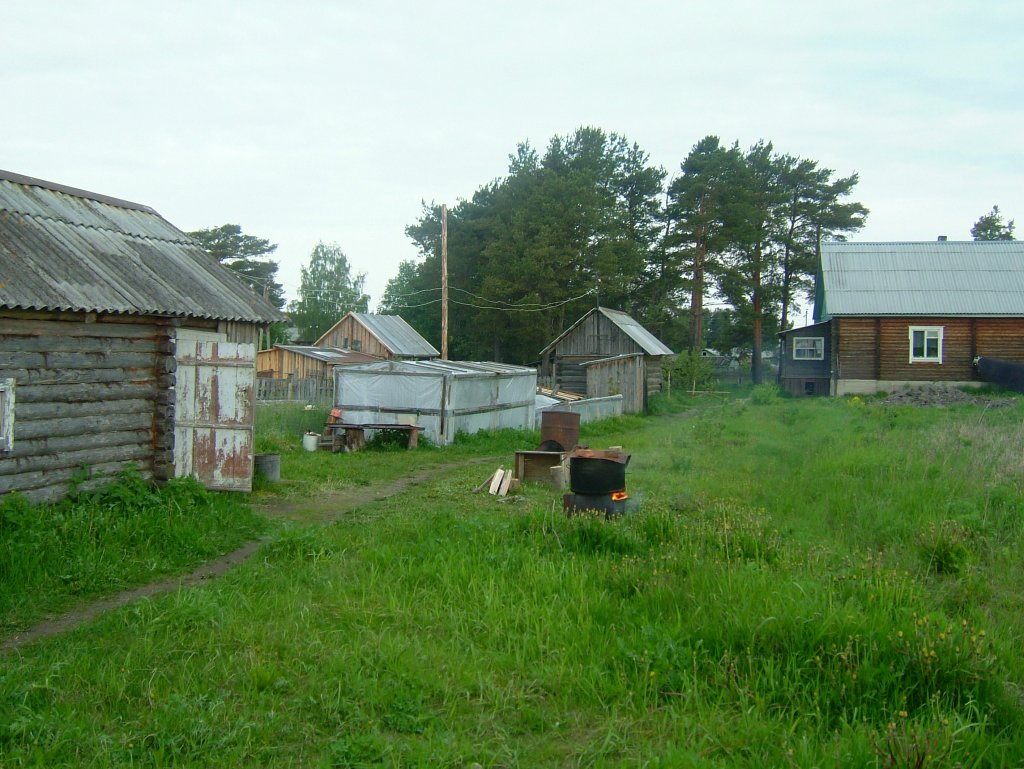
Gospodărie sătească în regiunea Sortavala

Zona este locuită în mare parte de oameni care s-au mutat acolo din Ucraina, Belarus și Rusia și de urmașii lor. Soarta acestor oameni este o problemă majoră în discuțiile privind retrocedarea Careliei. Potrivit sondajului „Helsingin Sanomat”, 14% dintre cei care se opun retrocedării consideră că cele mai mari probleme sunt cele ridicate de formarea unei minorități rusofone în Finlanda. În 2004, în regiune trăiau aproximativ 370.000 de ruși.
Dacă locuitorilor li s-ar permite să rămână în casele lor, Finlanda ar primi câteva sute de mii de noi cetățeni vorbitori de rusă, fără nicio experiență de trai în societatea finlandeză. Dacă ar fi furnizate servicii pentru ei în limba maternă, Finlanda ar avea nevoie de mult mai mulți oficiali capabili să vorbească limba rusă. În viziunea celor de la ProKarelia, se estimează că aproape jumătate din populația rusă din Carelia ar alege să se mute în Rusia, ]].și chiar mai mult de atât, dacă Finlanda le-ar plăti cheltuielile pentru repatriere. Cu toate acestea, majoritatea populației vorbitoare de rusă din Carelia s-a născut acolo și și-a petrecut toată viața în regiune.

### Organizații
- Karjalan Liitto
- ProKarelia Arhivat în 26 septembrie 2020, la Wayback Machine.
- Karelia Forum – Forum de discuții concentrate pe Chestiunea Careliană
- Aluepalautus ry.
- Tarton Rauha ry.
- KareliaKlubi
- Kansalaisvetoomus, Petiție pentru retrocedarea Careliei